# Hakob Tonoyani anvan Sowpergavat' 2012
La Hakob Tonoyani anvan Sowpergavat' 2012 è stata la quindicesima edizione della supercoppa armena di calcio.
L'incontro, che si giocò il 24 settembre 2012 nella capitale Erevan tra il Mika Erevan e il Ulisses, venne vinto dal Mika Yerevan, al suo secondo titolo.

## Tabellino
| Arbitro: | Arsenyan |

|                                         |                      |                                                  |
| Balabekyan Arutyunyan Machkalyan Djikia | Tiri di rigore 3 – 5 | Beglaryan Shahinyan Tadevosyan Muradyan Kasparov |